# Université Gurû Gobind Singh Indraprastha
L’université Gurû Gobind Singh Indraprastha (anglais : Guru Gobind Singh Indraprastha University) (hindi : गुरु गोबिंद सिंह इंद्रप्रस्थ विश्वविद्यालय), ou plus simplement université Indraprastha, est une université publique située à Delhi en Inde. Fondée en 1998, elle est considérée comme la plus prestigieuse université de Delhi[réf. nécessaire].

## Anciens élèves
- Sucharita Tyagi, scénariste, critique de cinéma et réalisatrice